# 威妮弗雷德·麦克奈尔
威妮弗雷德·麦克奈尔（英語：Winifred McNair，1877年8月9日—1954年3月28日），英国女子网球运动员。她曾代表英国参加1920年夏季奥林匹克运动会网球比赛，搭档凱斯琳·麥克凱恩·戈弗瑞获得女子双打金牌。